# Les Femmes d'abord (téléfilm)
Pour plus de détails, voir Fiche technique et Distribution.
Les Femmes d'abord est un téléfilm français réalisé par Peter Kassovitz et diffusé en 2005.

## Synopsis
Adam est marié avec France, mais les affres de la cinquantaine le poussent à vérifier son pouvoir de séduction et, à l'occasion de l'absence de sa femme partie en voyage, il entreprend de séduire la jeune et belle Éva. Suite d'un grave accident de voiture, sa femme France est hospitalisée à Martigues. À l'hôpital, il découvre qu'elle voyageait en compagnie de son amant, Ivan Vutkovic, hospitalisé dans une chambre voisine et que celui-ci est le mari d'Éva...

## Fiche technique
- Titre : Les Femmes d'abord
- Réalisateur : Peter Kassovitz
- Scénario : Marc Guilbert et Peter Kassovitz d'après son roman Les Femmes d'abord (Éditions Denoël, 1996)
- Musique : Christian Fabre-Dit-Garrus et Karim Lekehal
- Photographie : Michel Cenet
- Son : Norbert Garcia
- Montage : Patrick Bouquet
- Pays d'origine :  France
- Production : France 3
- Année de tournage : 2004
- Tournage extérieur : Bouches-du-Rhône
- Format : couleur — 16/9 — stéréo
- Genre : comédie
- Durée : 95 minutes
- Dates de diffusion : 
  - 22 février 2005 en  Suisse
  - 17 juillet 2007 en  France (France 3)

## Distribution
- Bernard Le Coq : Adam
- Clémentine Célarié : France
- Élodie Navarre : Eva
- Paweł Deląg : Ivan Vutkovic
- Lionel Abelanski : Hamor
- Sophie-Charlotte Husson : Josy
- Marie-Sohna Condé : Cynthia
- Isabelle Vitari : Marie
- Jean-Luc Borras : le concierge
- Fabrice Fara : le groom
- Dominick Breuil : le pharmacien
- Guilhem Bernard : Don Giovanni
- Fabienne Hua : la diva